# Landesregierung Wenzl I
Die Landesregierung Wenzl I unter Landeshauptmann Erwin Wenzl (ÖVP) bildete die Oberösterreichische Landesregierung in der XX. Gesetzgebungsperiode des Oberösterreichischen Landtags von der Wahl Wenzls als Landeshauptmann am 3. Mai 1971 bis zum Ende der Gesetzgebungsperiode am 15. November 1973. Der Landesregierung Gleißner V folgte die Landesregierung Wenzl II nach.
Mit dem Rückzug Gleißners als Landeshauptmann am 2. Mai 1971 endete die Amtszeit der Landesregierung Gleißner V. Daraufhin wurde am 3. Mai 1971 der bisherige Landeshauptmann-Stellvertreter Erwin Wenzl zum Landeshauptmann gewählt. Mit Gleißner schied auch Heinrich Wildfellner aus der Regierung aus, als Landesräte rückten in der Folge am 3. Mai der Nationalratsabgeordnete Lelio Spannocchi und der Landtagsabgeordnete Rudolf Trauner nach. Die Funktion des Landeshauptmann-Stellvertreters übernahm im Mai 1971 der bisherige Landesrat Gerhard Possart. Das SPÖ-Team blieb zunächst gegenüber der Vorgängerregierung unverändert. Während der Amtsperiode der Regierung Wenzl I legte zunächst der Landeshauptmann-Stellvertreter Stefan Demuth (SPÖ) nach einem Herzinfarkt sein Amt am 16. Oktober 1972 nieder. Für ihn wurde Landesrat Josef Fridl als Nachfolger am selben Tag gewählt, als neuer Landesrat rückte am 24. Oktober 1972 der bisherige Nationalratsabgeordnete Ernst Neuhauser nach. Auch Fritz Enge schied am 23. März 1973 vorzeitig aus dem Amt, für ihn wurde am gleichen Tag der bisherige Landtagsabgeordnete Hermann Reichl als Nachfolger gewählt.

## Regierungsmitglieder
| Amt                                                     | Name             | Partei | Zuständigkeitsbereiche |
| ------------------------------------------------------- | ---------------- | ------ | --- |
| Landeshauptmann                                         | Erwin Wenzl      | ÖVP    | Bauwesen, Raumordnung, Landesplanung, Umweltschutz |
| Landeshauptmann-Stellvertreter                          | Josef Fridl      | SPÖ    | |
| Landeshauptmann-Stellvertreter                          | Gerhard Possart  | ÖVP    | Personal, Sport- und Jugendförderung, Heil- und Pflegeanstalten |
| Landesrat                                               | Johann Diwold    | ÖVP    | Landwirtschaft |
| Landesrat                                               | Lelio Spannocchi | ÖVP    | Kultur, Finanzen |
| Landesrat                                               | Rudolf Trauner   | ÖVP    | Wirtschaft |
| Landesrat                                               | Rupert Hartl     | SPÖ    | Soziales, Gesundheit |
| Landesrat                                               | Ernst Neuhauser  | SPÖ    | Wohnbau |
| Landesrat                                               | Hermann Reichl   | SPÖ    | Wasserrecht, Energierecht, Verkehrsrecht, Teile der forstrechtlichen Angelegenheiten, Preisbestimmung und Preisüberwachung, Sozialhilfe, Sozialhilfeträger, Wildbachverbauung, Jugendwohlfahrt, Opferfürsorge |
| Vorzeitig ausgeschiedene Mitglieder der Landesregierung |                  |        | |
| Landeshauptmann-Stellvertreter                          | Stefan Demuth    | SPÖ    | Gemeinden, Berufsschulwesen |
| Landesrat                                               | Franz Enge       | SPÖ    | Fremdenverkehr, Wirtschaftsförderung, Naturschutz, Wildbachverbauung, Wasserrecht, Verkehrsgewerbe, Preisbestimmung                                                                                           |